# 인월면
인월면(引月面)은 대한민국 전북특별자치도 남원시의 면이다.

## 개요
인월면은 남원시에서 28km동북쪽에 있으며 동경 127도 36분 북위 35도 28분에 위치하고 있다. 남쪽은 산내면, 서쪽은 운봉읍 북쪽은 아영면 동쪽은 경상남도 함양읍이 각각 접하고 있고 인월을 중심으로 서쪽 방향에서 진주 남강의 상류인 람천이 북쪽 방향에서는 풍천이 흘러와 인월 앞에서 합류되어 흐른다. 또한 영·호남을 이어주는 국도24호선(광주～울산)과 함양 우회도로인 지방도 1084호선이 교차하고 있으며 88고속도로 지리산 IC에서 1km가량 떨어져 있다. 지리산국립공원으로 들어가는 관문으로 일찍이 상가가 발달하였다.

## 법정리
- 건지리(乾芝里)
- 상우리(上牛里)
- 서무리(西茂里)
- 성산리(城山里)
- 유곡리(酉谷里)
- 인월리(引月里)
- 자래리(自來里)
- 중군리(中軍里)
- 취암리(就巖里)

## 교육 기관
| 학교명       | 소재지               | 비고 |
| ------------ | -------------------- | ---- |
| 인월초등학교 | 인월면 인월1길 55    |      |
| 인월중학교   | 인월면 인월장터로 48 |      |
| 인월고등학교 | 인월면 인월장터로 48 |      |